# Pont Miret
 (septembre 2023).
Le pont Miret est un pont suspendu routier franchissant la Dordogne à Floirac dans le Lot. Il supporte la route départementale D80. Il remplace un bac.

## Histoire
Le pont est mis en service en 1912.